# 中島栄六
中島 栄六（なかじま えいろく）は、日本の漫画家、イラストレーターである。

## 概要
メカ、ミリタリー系を中心に、マンガ、イラストを制作する。現在は雑誌「丸」にて「グルコレ」を発表している。愛車はスバルレガシィ・ツーリングワゴン。

## マンガ作品
- グルコレ（西中康弘と共同で制作）
- 川崎重工業創立120周年記念展 飛燕解説パンフレット